# Jakob Bradl

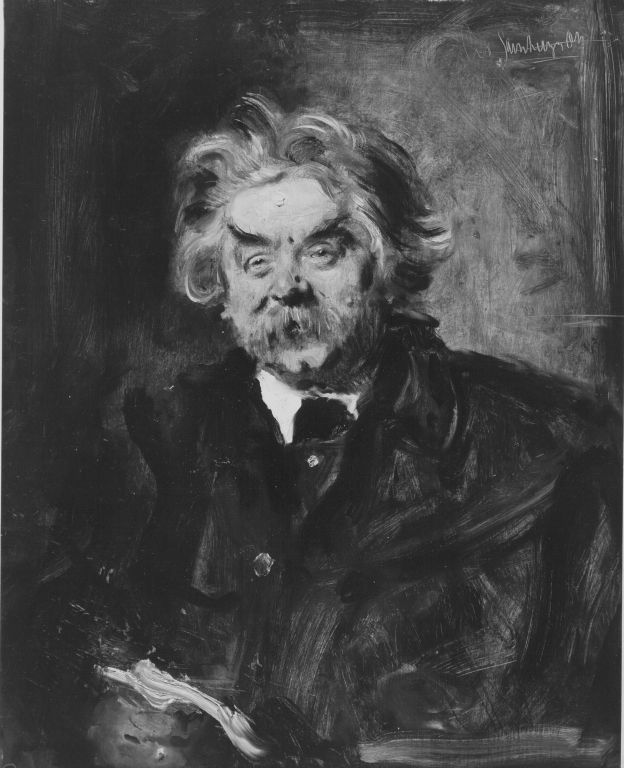
Jakob Bradl, gemalt von Leo Samberger

Gedenktafel in München-Neuhausen, Bothmerstrasse

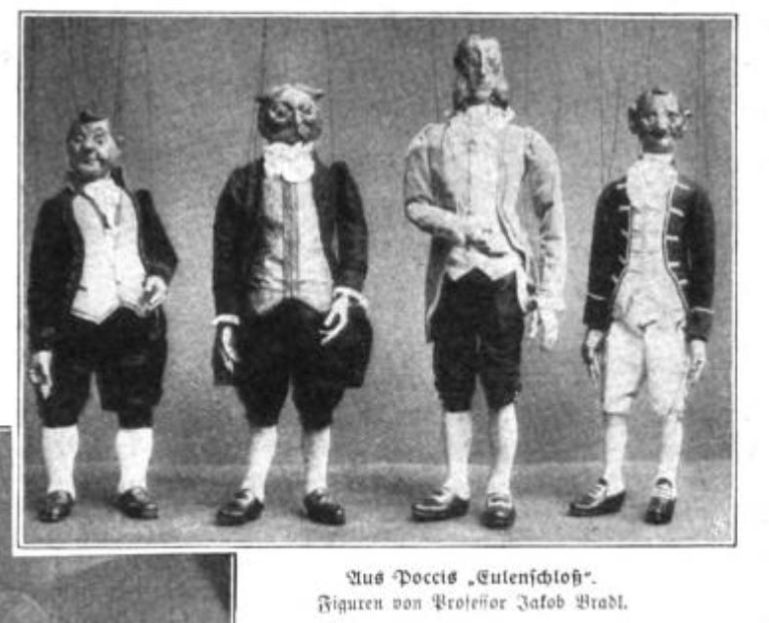
Marionetten für Das Eulenschloß, 1908

Jakob Bradl der Jüngere (* 14. Dezember 1864 in München; † 14. September 1919 in Ettal) war ein Bildhauer des „süddeutschen Historismus“.

## Leben

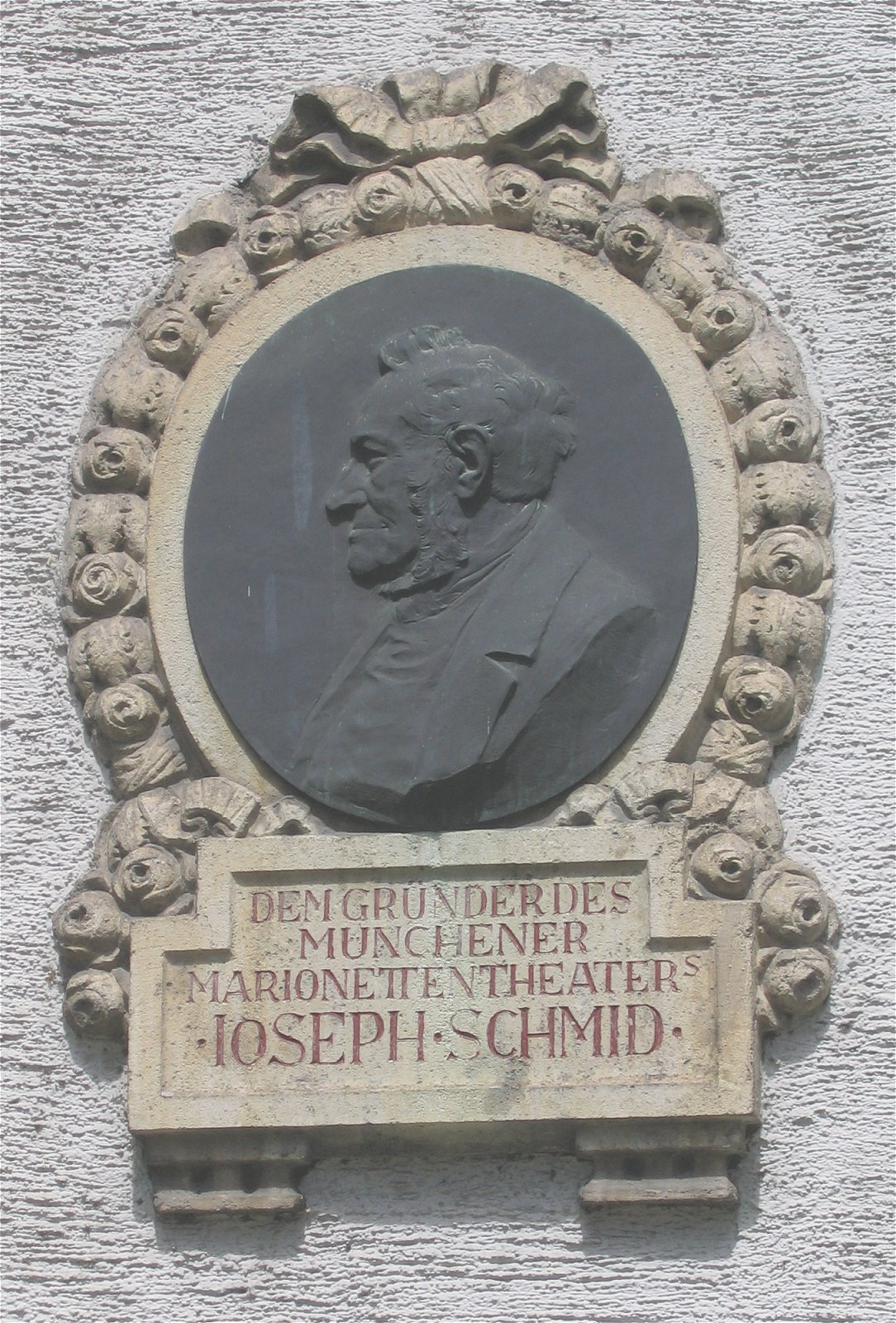
Bronzerelief, um 1900

Bradl lernte in der Münchner Holzschnitzer- und Bildhauerwerkstatt seines Vaters Jakob Bradl dem Älteren († 1888) am Stiglmaierplatz sowie bei Syrius Eberle an der Münchener Akademie der Bildenden Künste. Er arbeitete vor allem für kirchliche Auftraggeber, auch als Maler und Designer von Kirchenfenstern.
Zur Eröffnung des Münchner Marionettentheaters gestaltete er ein Bronzerelief mit der Büste des Papa Schmid. Bradl schuf aber auch Marionettenfiguren für Papa Schmids Marionettentheater ebenso wie für Paul Branns Marionettentheater Münchner Künstler. Auch in Hilmar Binters Marionettenbühne München wurde im März 1922 das Pocci-Stück Das Eulenschloß mit Figuren von Jakob Bradl und Hans Heigl in einer Inszenierung von Adolf Lentner aufgeführt.
Weiterhin fertigte er figürliche Stuckreliefs und gestaltete die Weihnachtskrippe im Stollwerck-Mausoleum in Hohenfried. 1906 wurde er zum Königlichen Professor an der Akademie der Bildenden Künste München berufen. Von 1914 bis 1918 leitete er die Holzschnitzschule in Oberammergau. Zu seinen Schülern gehören Max Heilmaier und Georg Wrba.
Bradl starb 1919 an einem Schlaganfall. Sein Grab befindet sich auf dem Westfriedhof in München-Moosach.
Ein von Leo Samberger gemaltes Porträt Bradls ist heute im Besitz der Bayerischen Staatsgemäldesammlung.

## Werke

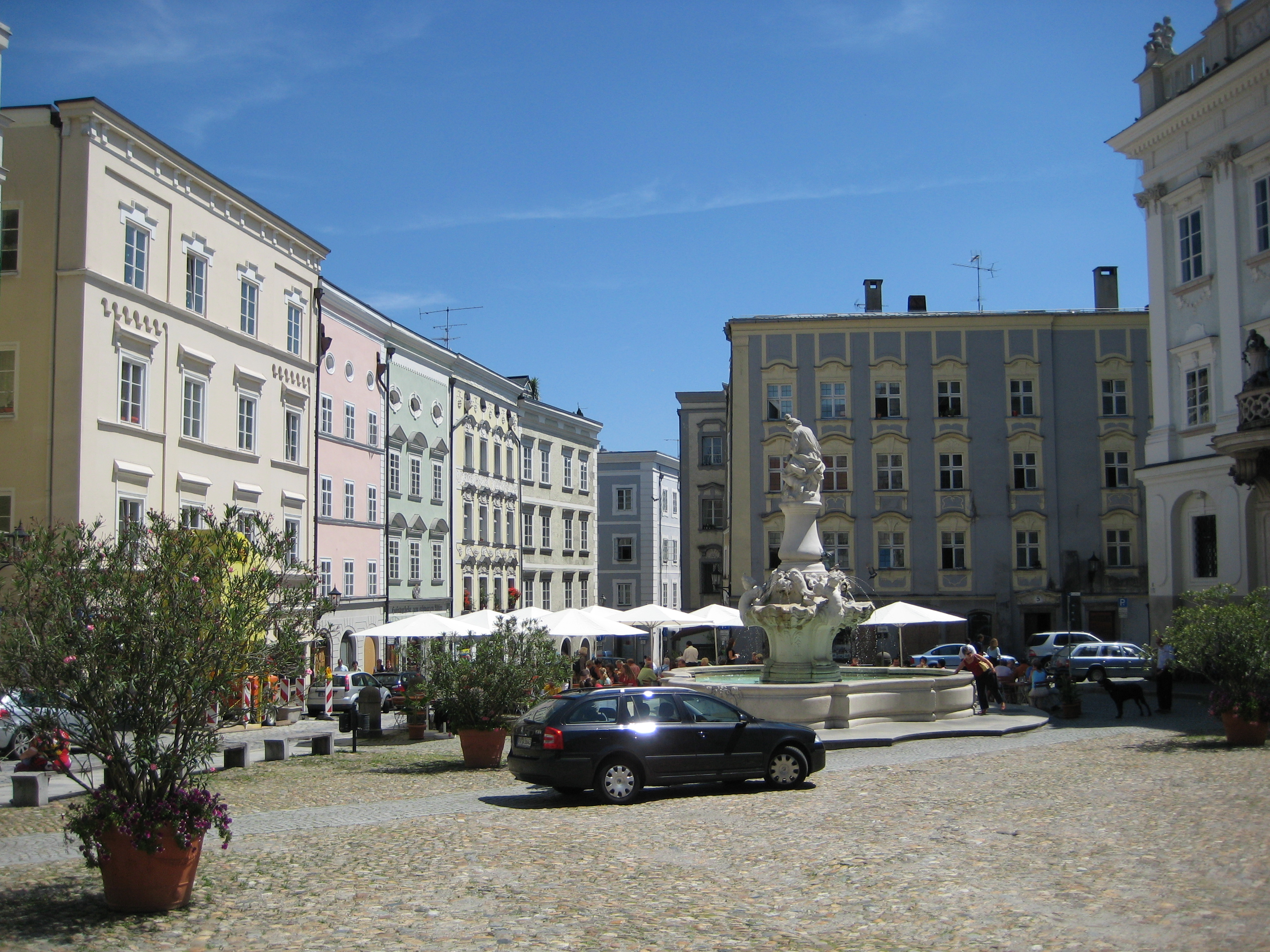
Wittelsbacherbrunnen am Residenzplatz in Passau

- 1901: Winthir-Brunnen, München (Rotkreuzplatz), im Zweiten Weltkrieg zerstört
- 1902: Pfarrkirche St. Nikolaus, Murnau am Staffelsee (ergänzte 6 fehlende Engel und Putten)
- 1902: Neugestaltung der Kirche in Oberhausen/Huglfing
- 1902: Ergänzung zweier Engel, Salvatoraltar, Heiligenstadt bei Gangkofen
- 1903: Rathaus Mindelheim: Modell für das Frundsbergdenkmal (ausgeführt von J. Braun)
- 1904: Epitaph zur Erinnerung an Kaiserin Elisabeth, Passau
- 1906: Wittelsbacher-Brunnen, Passau
- 1907: Neugestaltung der Pfarrkirche in Aichach zusammen mit Richard Berndl u. a.
- 1907: Figürliche Stuckreliefs im Chor der Kirche Mariä Verkündigung (Mindelheim)
- 1909: Herz-Jesu-Figur in der Taufkapelle St. Viktor (Hochkirchen)
- 1910/11: Restaurierung der Pfarrkirche St. Magnus, Huglfing
- 1912: Siegfriedsäule in Kulmbach
- 1918/19: Restaurierung der Kirche in Hofheim
- Obere Pfarrkirche Bamberg: Westgiebel, Madonna, Ehrenfriedhof, Kreuzgruppe, Trauernde
- Ölberg in Nürnberg-Gostenhof
- St. Ulrich, Dillingen an der Donau: Denkmal des Bischofs Ulrich von Augsburg
- St. Martin, Lauingen: Glasgemälde
- Wittelsbacherbrunnen (Marienbrunnen) in Passau
- Würzburg: Bischofsfiguren auf der Alten Mainbrücke
- Weihnachtskrippe im Stollwerck-Mausoleum